# 呉 (十国)

呉
大呉

  917年の呉

呉（ご、902年 - 937年）は、中国五代十国時代に江都を中心に江蘇省・安徽省・江西省を支配した国。江南の豊かな経済力を背景に強勢を誇ったが、李昪により簒奪され、南唐に取って代わられた。

## 歴史
建国者の楊行密は廬州合肥県（現在の安徽省合肥市長豊県）の人で、唐末の混乱の中で初めは群盗から軍に入り、無頼の徒を糾合して故郷の廬州を占領し、唐の懐柔策により廬州刺史となった。その後も周辺地域を切り取り、892年、楊行密は揚州を占領して「淮南節度使」になった。
更に長江を遡って中流域をも抑え、楊行密は一大勢力圏を築いた。その後、楊行密は南下してくる朱全忠（この時はまだ「後梁」を建てていない）と抗争した。この時、楊行密の軍は淮河の線を確保し、浙江に拠った呉越と蘇州を巡って争うが、これには敗北して蘇州は呉越のものとなった。
これらの大勢力を持って楊行密は、902年に唐より「呉王」に封ぜられた。この時、楊行密は自立はしたものの、楊行密個人はあくまで唐の臣下としての立場を貫いており、死ぬまで唐の元号を用い続けた。
楊行密の力の源は群盗勢力や唐の残存兵を集めて編成した「黒雲都」（こくうんと）と呼ばれる親衛軍団であった。
この軍は全て黒い鎧をつけたことからこの名称がつけられた。楊行密はこの軍を利用して、いつも反対勢力の駆逐・弾圧を行なっていたが、しかしこの軍団に頼りすぎた結果、「黒雲都」の指揮官である徐温（じょおん）と張顥（ちょうこう）が軍組織の実権を握るようになった。
905年に楊行密が死去すると、長男の楊渥が次の「呉王」に擁立された。この時期に「呉」は江西藩鎮を倒して領域を南に広げ、楚からも鄂州（現在の湖北省武漢市）・岳州（現在の湖南省岳陽市）を奪い、「呉」は最大版図を実現した。
しかし、楊渥は「呉王」でありながら実際は徐温の完全な傀儡であり、楊渥はその傀儡の状態から脱しようとしたところ、908年に何者かに暗殺された。
908年、徐温は「黒雲都」の同僚の張顥を排除して「呉」の権力を一手に握り、楊渥の弟の楊隆演を次の「呉王」に即位させて、徐温は自らは太師となった。この時の楊隆演も傀儡の「呉王」として徐温に操られた。
920年、楊隆演が死ぬと徐温は弟の楊溥を次の「呉王」に擁立した。この時、徐温はすでに楊溥から自分に「呉王」の地位の禅譲を考えていたが、927年に徐温は野望半ばにして死去した。
その後、徐温の権力を引き継いだ養子の徐知誥（後の李昪）は、呉王の楊溥を皇帝の地位に進めさせた。
937年、徐知誥は楊溥から自分に皇帝位の禅譲を受けて皇帝になり、「斉」を建国した。ここに「呉」は滅亡した。その後、斉は国名を改称して「唐」（南唐）となった。

## 呉の統治者
- 楊行密は、睿帝により太祖武帝と追号された。
- 楊渥は、睿帝により烈祖景帝と追号された。
- 楊隆演は、睿帝により高祖宣帝と追号された。

| 代数 | 諡号   | 追号     | 名前   | 字   | 生没年        | 在位          | 備考         |
| ---- | ------ | -------- | ------ | ---- | ------------- | ------------- | ------------ |
| １   | 武忠王 | 太祖武帝 | 楊行密 | 化源 | 852年 - 905年 | 902年 - 905年 |              |
| ２   | 景王   | 烈祖景帝 | 楊渥   | 承天 | 886年 - 908年 | 905年 - 908年 | 楊行密の長男 |
| ３   | 宣王   | 高祖宣帝 | 楊隆演 | 鴻源 | 897年 - 920年 | 908年 - 920年 | 楊行密の次男 |
| ４   | 睿帝   |          | 楊溥   |      | 901年 - 938年 | 920年 - 937年 | 楊行密の四男 |

## 系図
| 1太祖楊行密 |           |           |           |           |           |  |  |             |             |             |             |             |             |  |  |           |           |           |           |           |           |  |  |  |  |  |  |
|             |           |           |           |           |           |  |  |             |             |             |             |             |             |  |  |           |           |           |           |           |           |  |  |  |  |  |  |
|             |           |           |           |           |           |  |  |             |             |             |             |             |             |  |  |           |           |           |           |           |           |  |  |  |  |  |  |
| 2烈祖楊渥   | 2烈祖楊渥 | 2烈祖楊渥 | 2烈祖楊渥 | 2烈祖楊渥 | 2烈祖楊渥 |  |  | 3高祖楊隆演 | 3高祖楊隆演 | 3高祖楊隆演 | 3高祖楊隆演 | 3高祖楊隆演 | 3高祖楊隆演 |  |  | 4睿帝楊溥 | 4睿帝楊溥 | 4睿帝楊溥 | 4睿帝楊溥 | 4睿帝楊溥 | 4睿帝楊溥 |  |  |  |  |  |  |